# У самого синього моря
«У самого синього моря» (рос. У самого синего моря) — радянський художній фільм режисера Бориса Барнета, знятий 1936 року на виробничій базі кіностудій «Межрабпомфільм» і «Азерфільм».

## Сюжет
Олексія і Юсуфа, які зазнали корабельної аварії в Каспійському морі, врятували рибалки з найближчого острова, після чого друзі вступили до бригади риболовецького колгоспу «Вогні комунізму» і закохались у молоду рибачку Машеньку.

## У ролях
- Микола Крючков —  Альоша
- Лев Свердлін —  Юсуф, рибалка
- Олена Кузьміна —  Марія, молода рибалка
- Олексій Долинін —  Петька
- Семен Свашенко —  голова риболовецького колгоспу  (немає в титрах)
- Олександр Жуков —  колгоспник  (немає в титрах)
- Ляля Сатєєва —  Люба  (немає в титрах)
- Сергій Комаров —  епізод  (немає в титрах)
- Микола Боголюбов —  наречений Марії  (немає в титрах)

## Знімальна група
- Автор сценарію: Климентій Мінц
- Режисер: Борис Барнет
- Оператор: Михайло Кириллов
- Композитор: Сергій Потоцький
- Художник: Віктор Аден
- Другий режисер: Самед Марданов